# Rue Santerre
La rue Santerre est une voie située dans le quartier de Picpus du 12e arrondissement de Paris.

## Situation et accès
La rue Santerre est accessible à proximité par la ligne de métro 6 aux stations Picpus et Bel-Air.

## Origine du nom

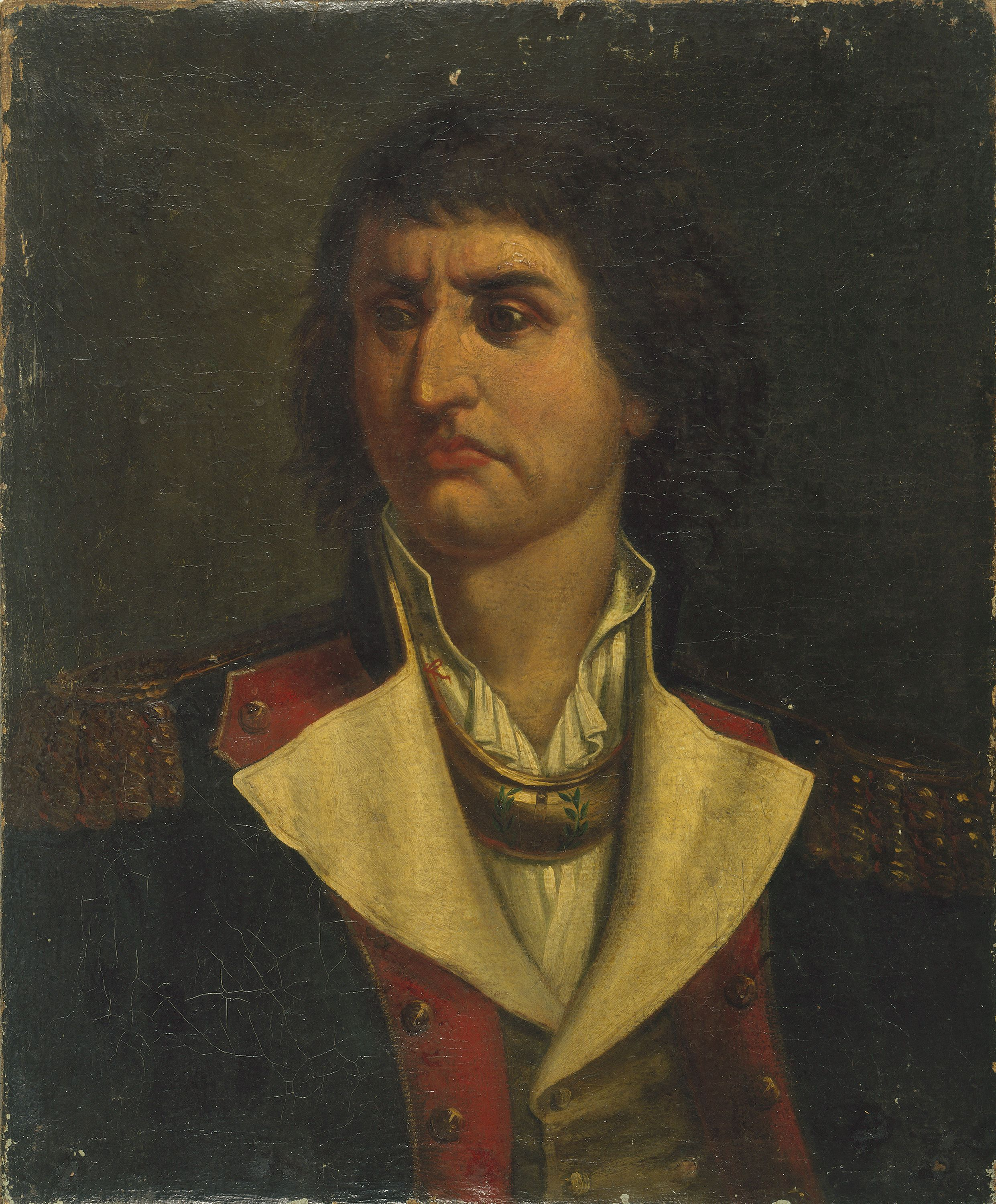
Antoine Joseph Santerre.

La dénomination de la voie est un hommage à Antoine Joseph Santerre (1752-1809), homme politique, général de la Révolution française et de la Garde nationale durant la Révolution.

## Historique
Cette rue est ouverte en 1897 sous le nom de « rue du Touat » et prend son nom actuel en 1905. Elle occupe l’emplacement du couvent des pénitents réforrmés du Tiers-Ordre de Saint-François, fermé en 1790.
Le 15 juin 1918, durant la Première Guerre mondiale, l'hôpital Rothschild situé rue Santerre est touché lors d'un raid effectué par des avions allemands.

## Bâtiments remarquables et lieux de mémoire
- L'hôpital Rothschild sur tout son côté nord et son nouvel accès principal au no 5.
- L'acteur français d'origine russe, Robert Hossein, est né au no 15 en 1927.

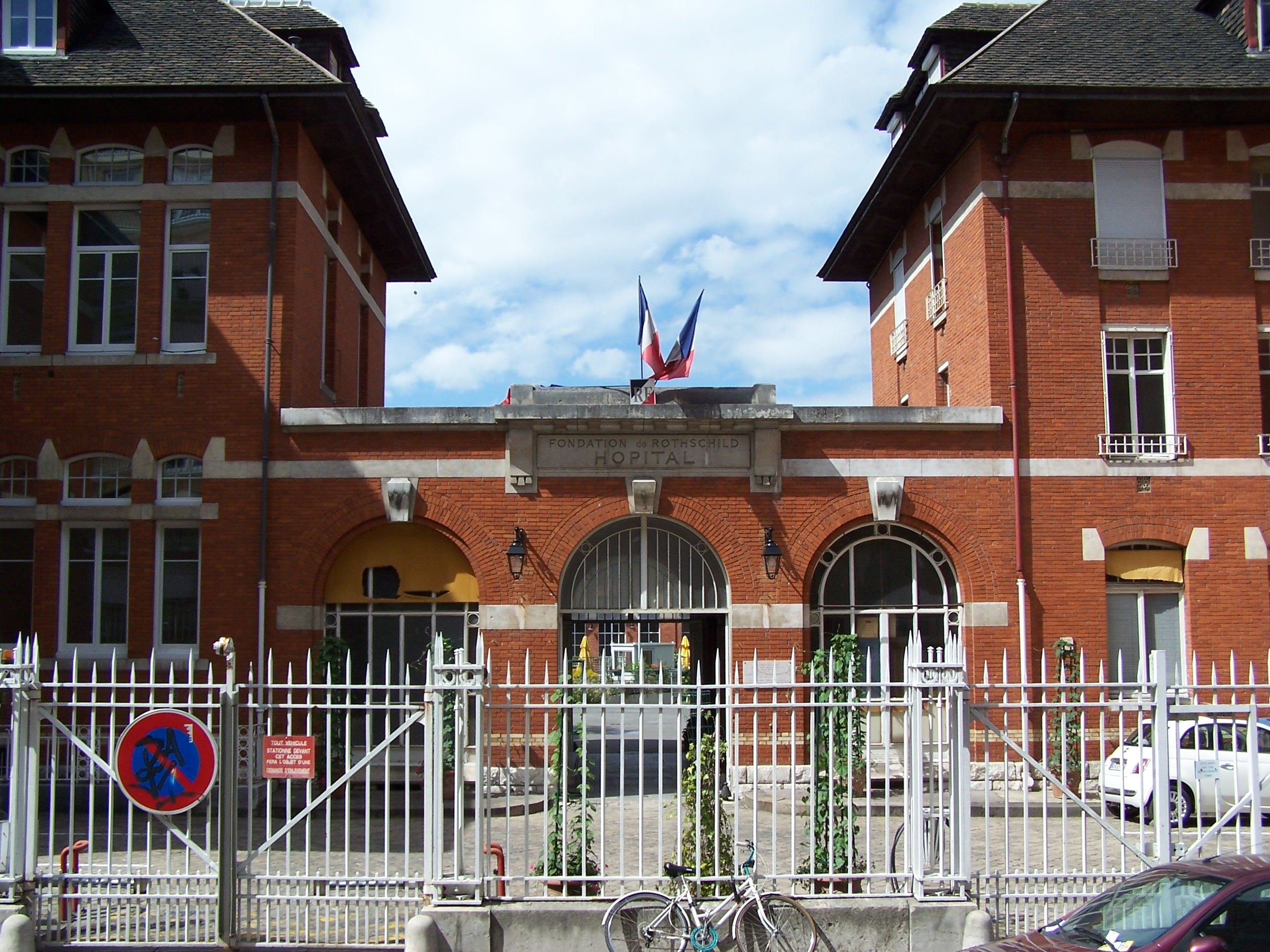
Les bâtiments historiques de Rothschild.
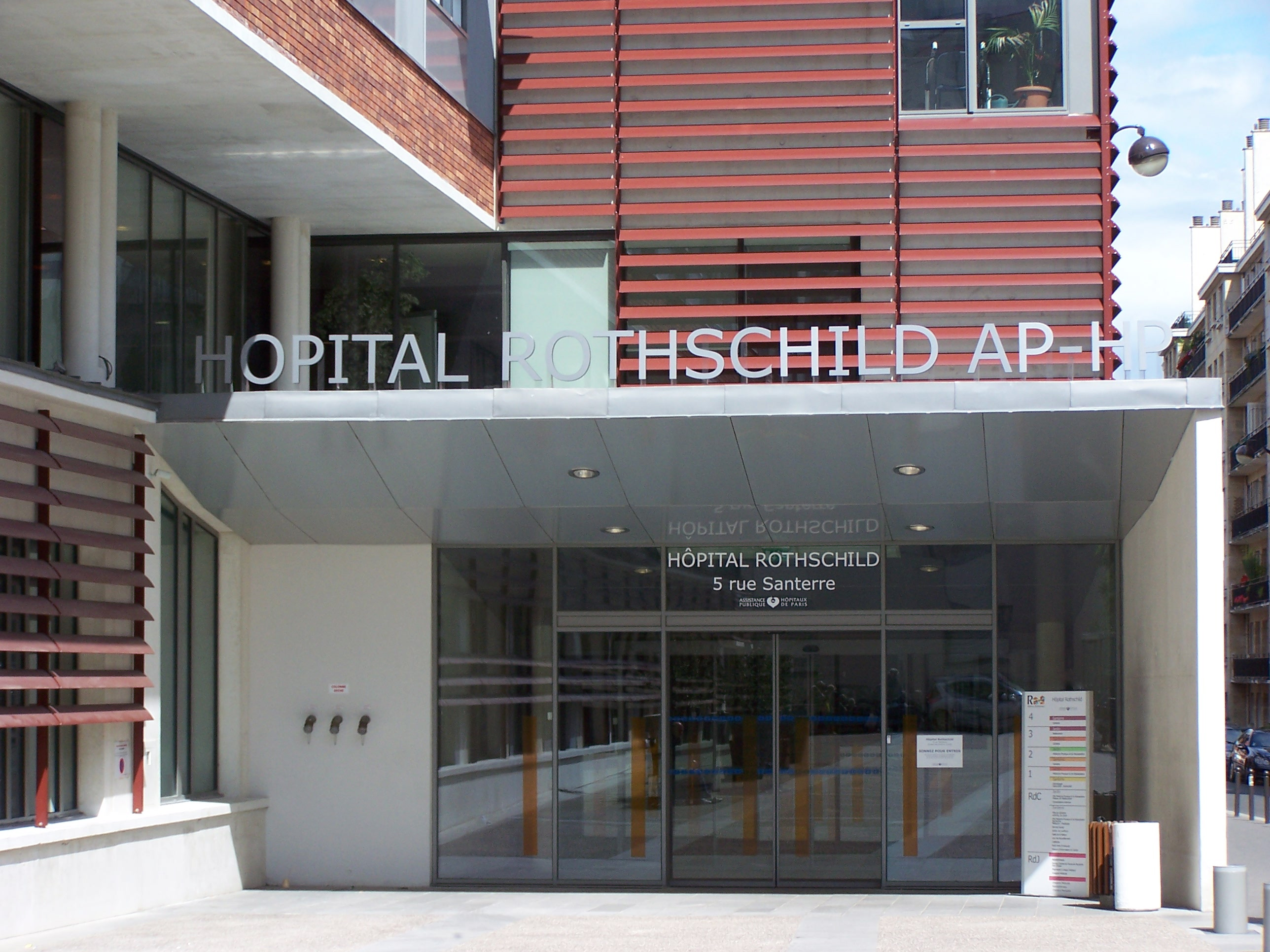
Entrée principale de l'hôpital au no 5.